# Ocean Hill Hooligans
Die Ocean Hill Hooligans waren eine kriminelle Bande in New York City in den 1930er Jahren, die sich überwiegend aus Personen mit italo-amerikanischen Hintergrund zusammensetzte und in die berüchtigte Murder, Inc. aufgenommen wurde.
Benannt war die Bande nach ihrem Standort im Viertel Ocean Hill in Brownsville (New York City) im Stadtteil Brooklyn. Noch heute gehört die Gegend zu denen mit der höchsten Mordrate der Stadt.

## Geschichte
Angeführt wurde die Bande von Harry „Happy“ Maione (1908–1942); sein Stellvertreter war Frank Abbandando (1906–1942). Die brutalen Aktivitäten der Bande sprachen sich in Gangsterkreisen herum und begründete die Reputation der Bande. Nach dem Mafia-Krieg, dem sogenannten Krieg von Castellammare (1930–1931), strukturierte sich die La Cosa Nostra neu und gründete das National Crime Syndicate. Dieses sollte eine Machtbalance schaffen und im Streitfall schlichten. Das National Crime Syndicate gründete eine Mordabteilung und engagierte dafür unter anderem die Ocean Hill Hooligans.
Als die Ocean Hill Hooligans den benachbarten Brownsville Boys um Abe Reles und Bugsy Goldstein bei deren Kampf gegen die Shapiro-Brüder behilflich waren, war das Mordkommando für das National Crime Syndicate fast komplett. Den Kontakt zwischen beiden Banden hatte Louis Capone hergestellt. Abbandando und Maione versprachen sich im Gegenzug von der Beseitigung der Shapiro-Brüder einen Anteil an dem lukrativen Geschäft mit den Glücksspielautomaten.
Für führende Mobster wie Meyer Lansky und Lucky Luciano waren Banden wie die italienischen Ocean Hills Hooligans und den „Kosher Nostras“ der Brownsville Boys bereits vorher ideale Verbündete, um in den ärmeren Gebieten von Brooklyn an Einfluss zu gewinnen. Zusammen mit den Killern von Louis Buchalter wie Albert Tannenbaum und Harry Strauss bildeten sie nun den Kern der Auftragsmörder der Murder, Inc.
So war – unter vielen Morden – Maione am 5. September 1939 Tatbeteiligter beim Mord an Irving Feinstein, der in das Haus von Abe Reles in der E.91 St. in Brooklyn verschleppt und dort zu Tode gefoltert wurde. Feinstein soll Vincent Mangano, den Boss des später als Gambino-Familie bezeichneten Clans, hintergangen haben.
Als Abe Reles schließlich zum Pentito wurde, belastete er auch seine Kumpane der Ocean Hill Hooligans schwer.

„Pep hat einen Eispickel. Happer hat ein Fleischerbeil. Von der Art, mit dem man hackt, wissen Sie, ein Metzger-Fleischerbeil. Abby packt (den bewusstlosen) Rudnick an den Füßen und zerrt ihn zum Auto hinüber. Pep und Happy packen ihn am Kopf. Sie stecken ihn ins Auto. Einer sagt, "Es passt nicht". Gerade als sie den Körper hineinpressen, gibt dieser ein leichtes Stöhnen oder so was von sich. Sofort fängt Pep damit an, mit dem Eispickel auf Whitey einzustechen. Maione sagt, "Lass mich dem Bastard einen verpassen!", und er schlägt ihm mit dem Fleischerbeil irgendwo auf den Kopf.“

Mit der Zerschlagung der Murder, Inc. 1940 endete auch die Geschichte der in ihr aufgegangenen Bande der Ocean Hill Hooligans.
Harry Strauss wurde am 12. Juni 1941 in Sing Sing in Ossining auf dem elektrischen Stuhl hingerichtet. Am 19. Februar 1942 wurde an gleicher Stelle das Todesurteil gegen Harry Maione und Frank Abbandando vollstreckt.